# Lopaca
Prevorje je pokrajinsko regionalno ime in zavzema jugovzhodni del Občine Šentjur. Področje Prevorja je tako naselbinsko naslovljeno kot Lopaca. Samo ime te krajevne skupnosti pove, da je na tem predelu veliko prevalov oz. prevojev. Je sestavni del Kozjanskega gričevja s številnimi hribčki in dolinami. Najvišji vrh Prevorja je Puhorje, ki meri 618 metrov. Prevorje sestavljajo naslednje vasi: Lopaca, Krivica, Košnica, Žegar, Straška Gorca in Dobje pri Lesičnem. Sem pridemo po regionalni cesti R 423, ki vodi iz Šentjurja v Kozje. Tu živi okrog 750 prebivalcev, ki se danes vse manj ukvarjajo s kmetijstvom ali pa so zaposleni v bližnjih večjih krajih.
V kraju stoji Podružnična osnovna šola Prevorje, ki pripada matični Osnovni šoli Slivnica pri Celju.
Lopaca je naselje v Občini Šentjur.